# Dajabón
Dajabón és un municipi i capital de la província de Dajabón en la República Dominicana. Està localitzat en la frontera amb Haití, al nord de la Cordillera Central. Va ser fundada entre 1771 i 1776 però fou aviat abandonada durant la Guerra d'Independència. Va ser ocupada un altre cop poc després de la Guerra de Restauració, el 1865. Entre el 1822 i 1844 d'ocupació haitiana, la ciutat fou oficialment anomenada en francès Dahabon.
Dajabón està localitzada en el riu Dajabón, també conegut com el riu Massacre a causa d'un incident que va tenir lloc el 1728 on 30 Bucaners francesos van morir atacats pels colons espanyols. El 1690 es va produir una batalla entre espanyols i francesos, on el governador de la colònia francesa, Cussy, va morir en la Batalla del Sabana Real de la Limonada, prop de Limonade al nord de Haití. El pont a través del riu connecta Dajabón amb la ciutat haitiana d'Ouanaminthe. Cada dilluns i divendres, els haitians poden temporalment travessar el pont per vendre els seus béns.